# Surströmming
Surströmming (letterlijk: zure haring) is een traditioneel Zweeds gerecht dat uit gefermenteerde (gegiste) oostzeeharing bestaat.

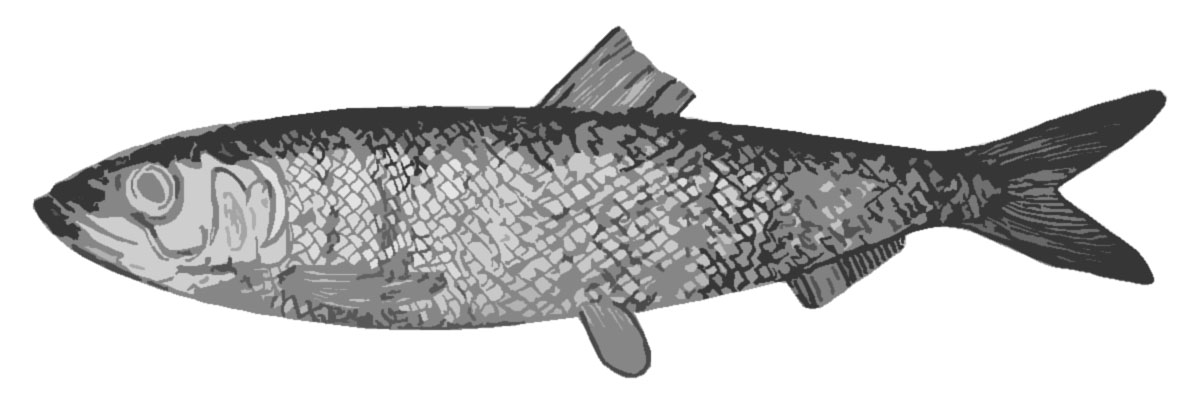
Oostzeeharing of stromeling (strömming), basis voor de surströmming.

## Geschiedenis
De methode om haring door middel van fermenteren te bewaren zou zijn ontstaan in de 16e eeuw. Door de oorlogen van Gustaaf Wasa had Zweden te maken met een zouttekort. Doordat bij het pekelen minder zout kon worden toegevoegd, begon de vis na het inmaken te gisten. Dit gistingsproces kan worden verklaard door het hoge vetgehalte van de haring. Het gebruik om vis te fermenteren moet echter veel ouder zijn. In Noorwegen is deze manier van conserveren voor het eerst vermeld in 1348. De methode werd echter niet toegepast op haring, maar op zeeforel. Het gegiste eindproduct wordt daar rakfisk genoemd, centrum voor rakfisk is het Noorse district Valdres.

## Gisting

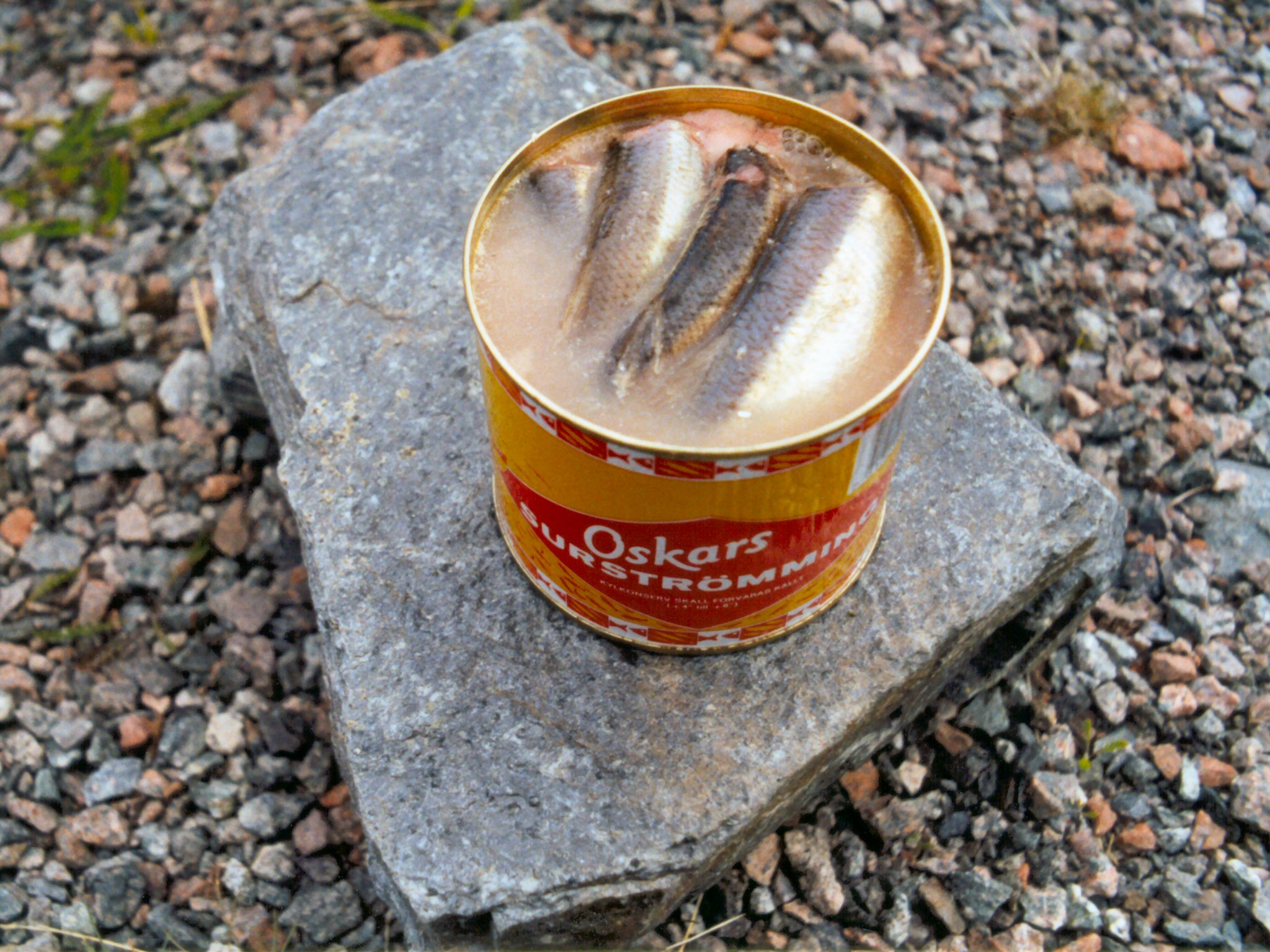
Een geopend blik surströmming.

De (paringsrijpe) oostzeeharingen worden, na in mei en juni in de Oostzee te zijn gevangen, gepekeld en vervolgens in vaten gelegd. Die worden in de zon gezet, zodat de vis gaat gisten. Op basis van de geur die bij de gasvorming ontstaat, wordt bepaald wanneer de vissen kunnen worden ingeblikt. In de blikken vindt een nagisting plaats, waardoor ze enigszins bol gaan staan. Omdat de inhoud onder druk staat, kan men een blik surströmming het beste open prikken in een emmer met water. Zo kunnen spatten op kleding worden vermeden.

## Stank
Surströmming staat wereldwijd bekend als een van de smerigste gerechten. Dit komt voornamelijk door de opvallende geur die vrijkomt wanneer een blik hiervan wordt geopend. Door het openen van zo'n blik ontsnapt een kenmerkende, sterk doordringende geur die de meeste mensen uiterst onaangenaam vinden. Door de organische zwavelverbindingen die tijdens het gisten zijn ontstaan, lijkt de geur op die van rotte eieren of van een stinkbom. Het is dan ook af te raden het blik binnenshuis te openen; de sterke geur kan anders dagen lang in huis blijven hangen. Door de geur wordt een associatie gelegd met rotte vis. De haring is echter beslist niet bedorven, de vis heeft zijn vorm behouden en zit stevig om de graat. De haring dient eigenlijk direct uit het blik te worden opgediend, afspoelen met water vermindert weliswaar de geur, maar ook de smaak. Die is sterk zoutig, maar moet volgens kenners mild en aangenaam zijn. Voor veel mensen vormt de geur echter een te grote barrière om de vis daadwerkelijk te kunnen opeten of zelfs maar te willen proeven.

## Productie

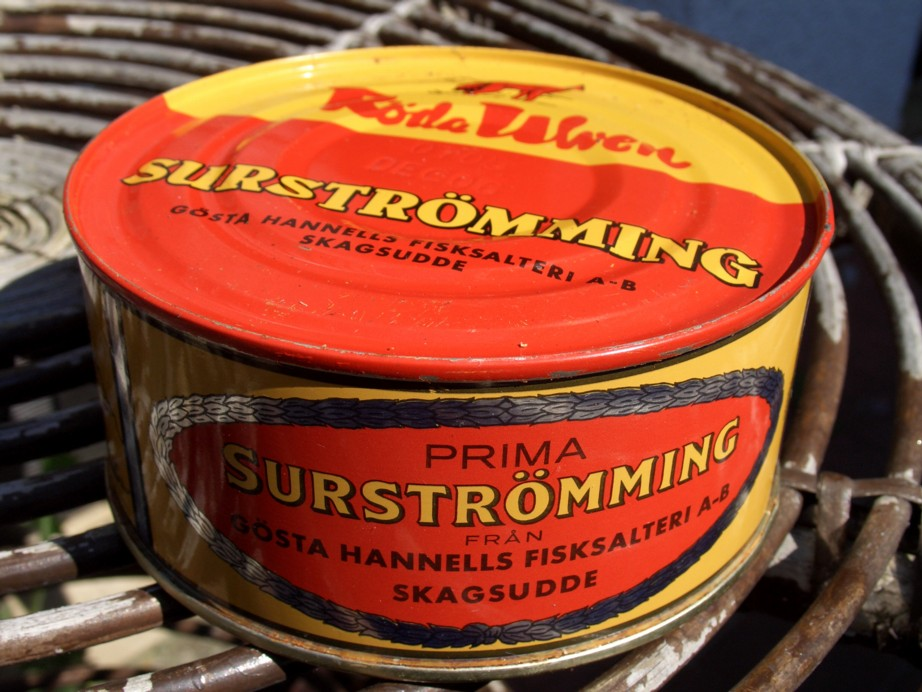
Surströmming uit Skagshamn van het merk Röda Ulven (de rode wolf).

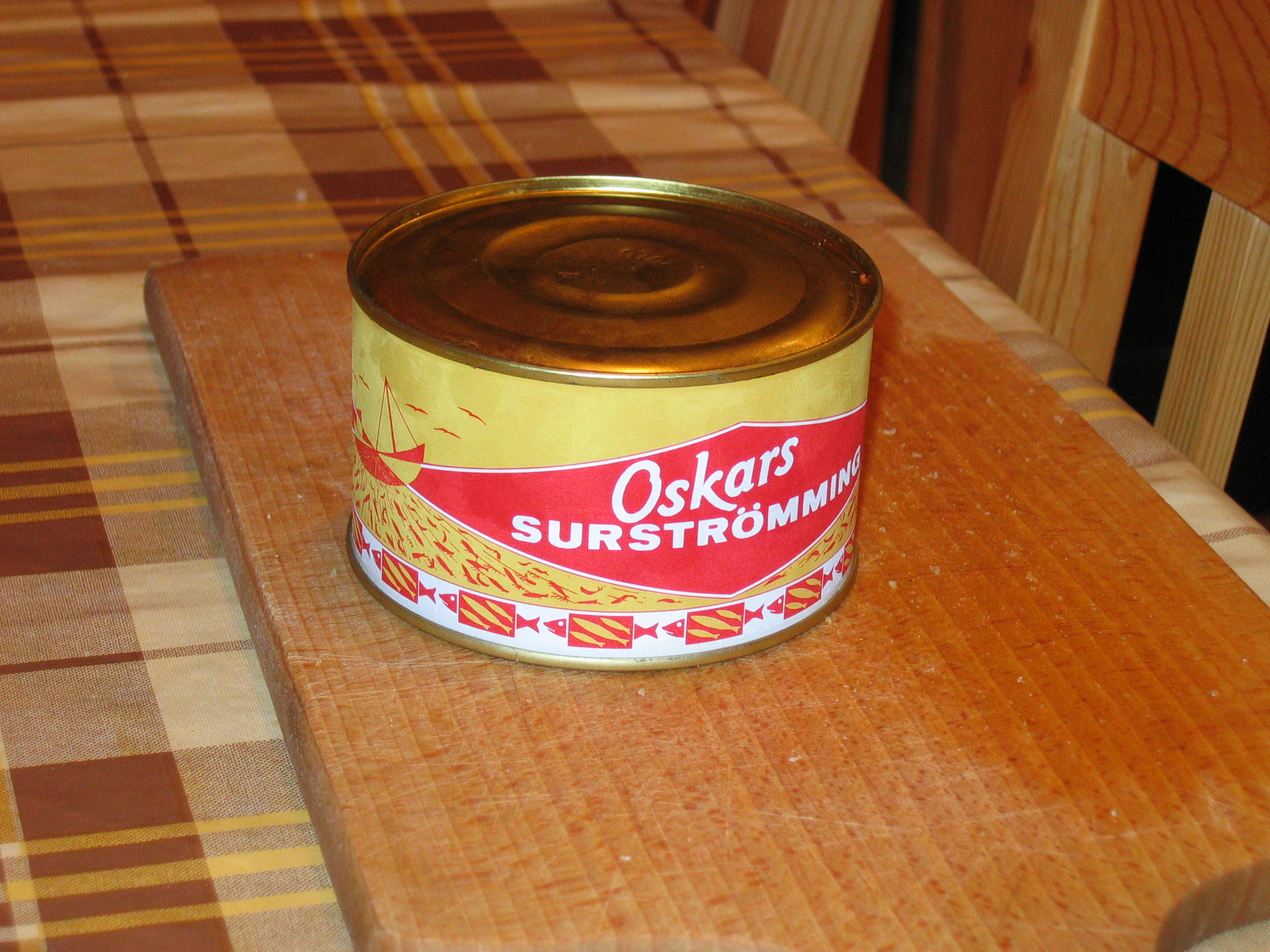
Surströmming geproduceerd door 'Oskars Surströmming AB' op Tynderö.

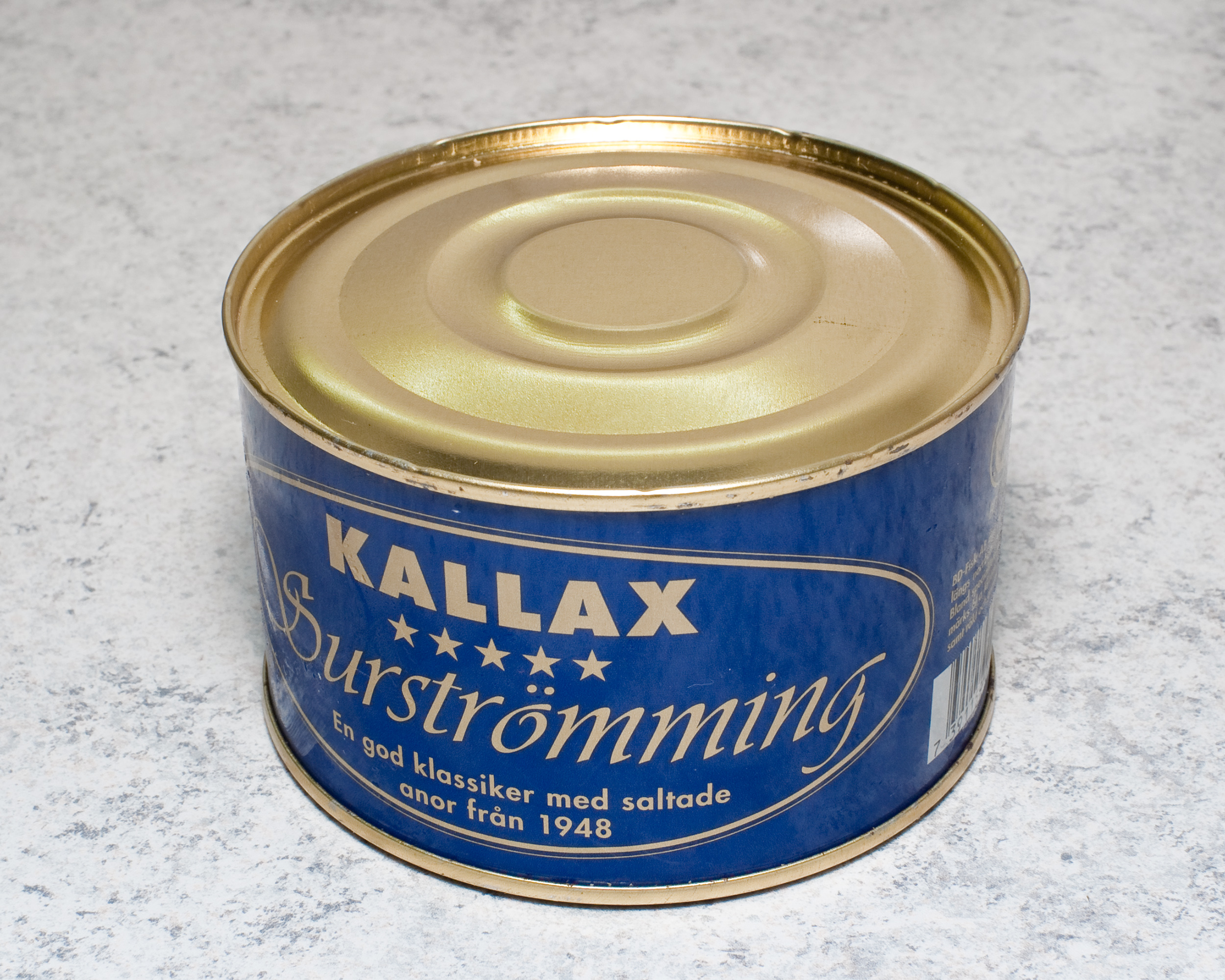
Surströmming uit Kallax.

Surströmming wordt in kleine vissersdorpen aan de Hoge Kust geproduceerd, van Hållnäshalvö bij Gävle in het zuiden tot Kalix in het noorden. Centrum van de productie is de kust van het landschap Ångermanland, met name rond Örnsköldsvik. De Gösta Hanells Fisksalteri AB te Skagshamn (ten oosten van Örnsköldsvik) is als producent van het merk Röda Ulven ('de rode wolf') de opvolger van de Ulvö Gamla Salteri van Axel en Herman Söderberg. Dat bedrijf produceerde rond 1890 als eerste ingeblikte surströmming. In Ulvöhamn, op een eilandje ten zuidoosten van Örnsköldsvik bevindt zich Surströmmings Akademien (de 'Surströmming Academie'). Dit is een op 26 augustus 1999 door Ruben Madsen opgericht genootschap om de tradities rond de surströmming zo veel mogelijk te behouden. Madsen is tevens eigenaar van de Ulvö Lilla Salteri. Dit pekelbedrijf produceert per jaar ruim 5000 blikken Erik den Röde, een ander merk surströmming. Op 4 juni 2005 werd in Skeppsmalen, ten noorden van Örnsköldsvik, het Världens Första Surströmmingsmuseum geopend, dat een historisch, cultureel en culinair overzicht van de surströmming wil bieden.
De Zweedse pekelbedrijven die surströmming produceren zijn:
- Hållstrands Fisk & Rökeri in Fagerviken;
- TG Wahlströms Fisk AB in Utvalnäs;
- Wedins Salteri AB, opgericht 1935, tot 1986 in Häggvik (Nordingrå), daarna verplaatst naar Enånger, produceert onder de merknaam Höga Kusten;
- Salteriet Borkbo in Borkbo (Enånger), het zuidelijkst gelegen pekelbedrijf dat surströmming produceert;
- Oskars Surströmming AB, op Tynderö (Söråker), produceert het merk Oskars Surströmming;
- Ulvö Lilla Salteri, op Norra Ulvön (Örnsköldsvik), produceert drie merken, Erik den Röde (5600 blikken per jaar), Royal (150 blikken per jaar) en Clownen Rubens Surströmming (3650 blikken per jaar). Ruben Madsen is behalve producent en promotor van surströmming ook nog een professionele clown;
- AB Gösta Hanells Fisksalteri in Skagshamn (Arnäsvall), produceert het merk Röda Ulven, nadat het bedrijf in 1945 de rechten voor dit merk had gekocht. Behoort tot de best verkochte merken in Zweden;
- Måsens Surströmming, eveneens in Arnäsvall, produceert onder de merknaam Måsens Surströmming;
- BD Fisk AB, hoofdvestiging in Luleå, productie van de surströmming vindt plaats op Storön nabij Kallax, producent van het merk Kallax Surströmming;
- Karlsson och Bodlund Fiske, Påläng (Kalix), produceert het merk Guldfisken, de rechten op dit merk zijn in 1976 gekocht door Gösta Hannell;
- Kalix Fiskprodukter eveneens in Kalix.

## Opdiening

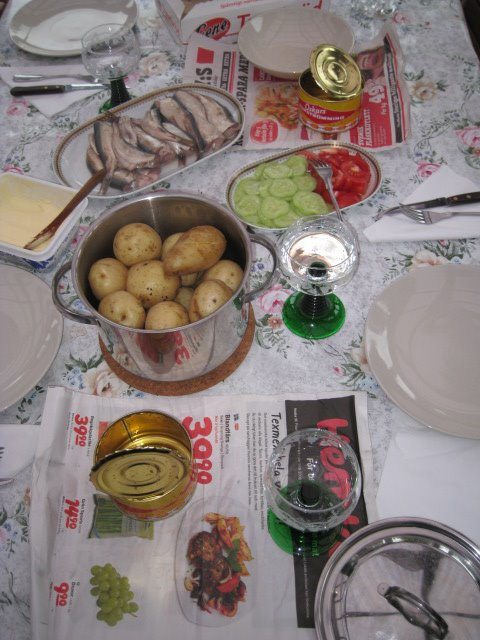
Ingrediënten om surströmming op te kunnen dienen.

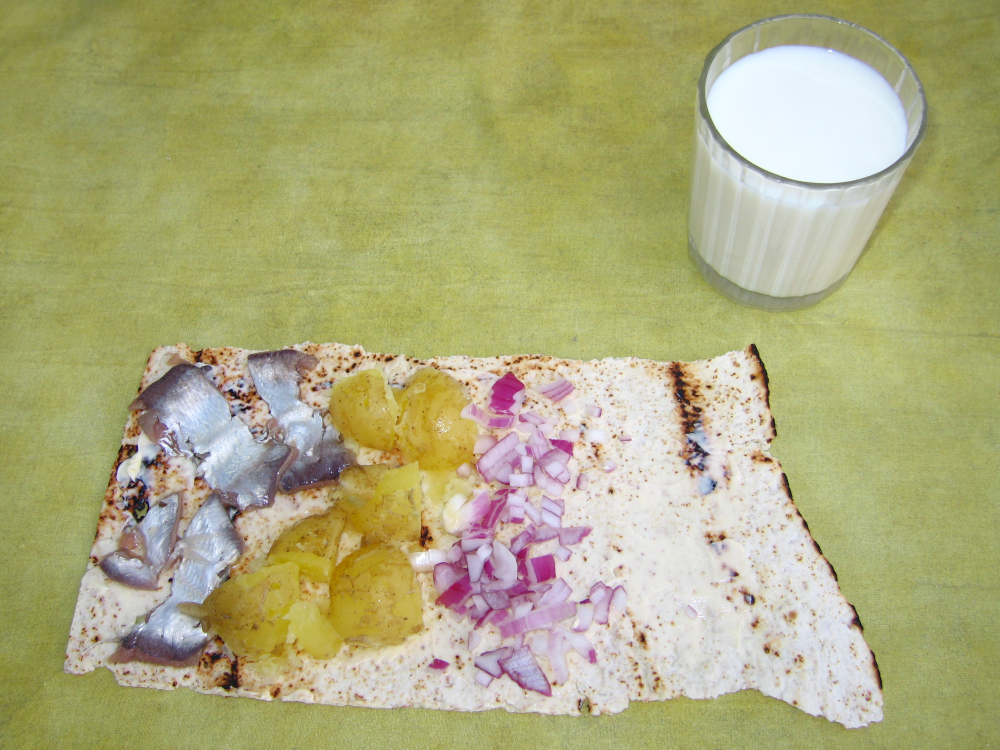
Traditionele opdiening van surströmming.

De meeste surströmming wordt verkocht in het gebied waar ze ook wordt geproduceerd, dus langs de oostkust van Noord- en Midden-Zweden. In dat gebied wordt de haring gegeten als surströmmingsklämma. Dit is een soort sandwich gemaakt van twee met boter besmeerde stukken tunnbröd (licht gezoet Zweeds platbrood) met daartussen slechts gefileerde stukjes surströmming en eventueel schijfjes aardappel. Hiervoor worden nieuwe oogst mandelpotatis, de kleine witte of gele, amandelvormige Zweedse aardappeltjes gebruikt. Die worden (met schil) gekookt en daarna in stukjes gesneden of (met of zonder schil) verwerkt tot potatismos (aardappelpuree).
In het zuidelijke deel van Zweden wordt de surströmming ook opgediend met tunnbröd en stukjes gekookte aardappel of aardappelpuree, maar worden gesneden rauwe (rode) ui, gräddfil (gefermenteerde melkroom, vergelijkbaar met crème fraîche), bieslook, dille of plakjes tomaat toegevoegd.
Bij de surströmming drinkt men aquavit, bier (pils, lager of tafelbier), water, koude melk of svagdricka, een licht alcoholische moutdrank, vergelijkbaar met stout. Puristen zullen echter altijd kiezen voor melk.

## Verkoop
Vroeger mocht de haring niet vóór de derde donderdag van augustus worden verkocht. De autoriteiten wilden zekerheid hebben dat de vis voldoende was gegist. Sinds 1998 zijn producenten vrij om zelf de eerste verkoopdag van de nieuwe vangst vast te stellen. Desondanks blijft men de traditie in ere houden. Zo worden door de twee grote Zweedse supermarktketens (ICA en Coop Konsum) gedurende het derde weekeinde van augustus in het gehele land standjes ingericht om de nieuwe surströmming (en de benodigde bijproducten) onder de aandacht van het winkelend publiek te brengen. Het eten van de eerste surströmming gaat her en der in het land gepaard met (tuin)feestjes ter ere van de gegiste haring. Zo'n feestelijke bijeenkomst wordt surströmmingsskiva genoemd. Echte liefhebbers van surströmming zullen de voorkeur geven aan de lichting van het jaar ervoor. De haringen zijn dan volledig gerijpt en zouden malser zijn dan de nieuwe oogst.